# Calle Johansson
Carl Christian "Calle" Johansson, född 14 februari 1967 i Göteborg, är en svensk ishockeytränare, expertkommentator och före detta ishockeyspelare.

## Karriär
Calle Johansson var 16 år, 7 månader och 17 dagar vid sin elitseriedebut 1983, ett rekord som numera innehas av Rasmus Dahlin. Största delen av sin karriär spelade han i NHL, totalt 17 säsonger fram till 2004, då han lade av med sin aktiva hockeykarriär. Endast tre svenska backar har gjort fler poäng under sin NHL-karriär: Nicklas Lidström, Börje Salming och Fredrik Olausson. Johansson har sedan varit expertkommentator på Canal+Sport och assisterande tränare i Frölunda HC. Han lämnade klubben 9 november 2006, efter att lagets huvudtränare Stephan Lundh fått sparken två dagar tidigare och ersatts av Per Bäckman. Sedan säsongen 2009-10 är han expertkommentator hos Viasat som numera sänder NHL.
Den 18 juli 2012 meddelade Washington Capitals att Johansson klev in som assisterande tränare där för säsongen 2012/2013. Han slutade i juni 2014.

## Meriter
- SM-Guld med IF Björklöven 1987
- NHL All-Rookie Team 1988
- Canada Cup/World Cup - 1991, 1996
- VM-guld - 1991, 1992
- OS - 1998

## Klubbar
- Hanhals IF (Div 3) 2004-2006
- Toronto Maple Leafs 2003-2004
- Washington Capitals 1995-2003
- EHC Kloten 1994-1995
- Washington Capitals 1988-1995
- Buffalo Sabres 1987-1988
- IF Björklöven 1985-1987
- Västra Frölunda HC 1983-1984
- KBA-67 Kungsbacka  1978-1983  (moderklubb)

## Tränaruppdrag
- Frölunda HC ass. tränare 2006/2007 (9 november 2006)
- Washington Capitals ass. tränare 2012/2013-